# Campionati africani di atletica leggera 2018 - Decathlon
Il concorso del decathlon ai campionati africani di atletica leggera di Asaba 2018 si è svolto il 2 e 3 agosto allo Stadio Stephen Keshi.

## Podio
| Oro     | Larbi Bourrada Algeria        |
| Argento | Fredriech Pretorius Sudafrica |
| Bronzo  | Samuel Osadolor Nigeria       |

## Risultati

### 100 metri
Vento: -0.2 m/s
| Class. | Lane | Atleta              | Nazione   | Tempo | Punti | Note |
| ------ | ---- | ------------------- | --------- | ----- | ----- | ---- |
| 1      | 3    | Samuel Osadolor     | Nigeria   | 10.72 | 924   |      |
| 2      | 7    | Larbi Bourrada      | Algeria   | 10.94 | 874   |      |
| 3      | 1    | Peter Moreno        | Nigeria   | 11.04 | 852   |      |
| 4      | 2    | Fredriech Pretorius | Sudafrica | 11.27 | 801   |      |
| 5      | 6    | Gilbert Koech       | Kenya     | 11.33 | 789   |      |
| 6      | 5    | Duncan McGladdery   | Sudafrica | 11.35 | 784   |      |
| 7      | 4    | Fabrice Rajah       | Mauritius | 12.00 | 651   |      |

### Salto in lungo
| Class. | Atleta              | Nazione   | #1   | #2    | #3   | Risultato | Punti | Note | Totale |
| ------ | ------------------- | --------- | ---- | ----- | ---- | --------- | ----- | ---- | ------ |
| 1      | Fredriech Pretorius | Sudafrica | x    | 7.48  | 7.51 | 7.51      | 937   |      | 1738   |
| 2      | Larbi Bourrada      | Algeria   | x    | 7.41w | x    | 7.41w     | 913   |      | 1787   |
| 3      | Peter Moreno        | Nigeria   | 6.44 | 6.83  | 6.60 | 6.83      | 774   |      | 1626   |
| 4      | Samuel Osadolor     | Nigeria   | 6.81 | 6.60  | x    | 6.81      | 769   |      | 1693   |
| 5      | Gilbert Koech       | Kenya     | x    | 6.61  | 6.80 | 6.80      | 767   |      | 1556   |
| 6      | Fabrice Rajah       | Mauritius | x    | 6.22  | 6.57 | 6.57      | 713   |      | 1364   |
| 7      | Duncan McGladdery   | Sudafrica | x    | x     | 6.52 | 6.52      | 702   |      | 1487   |

### Getto del peso
| Class. | Atleta              | Nazione   | #1 | #2 | #3 | Risultato | Punti | Note | Totale |
| ------ | ------------------- | --------- | -- | -- | -- | --------- | ----- | ---- | ------ |
| 1      | Fredriech Pretorius | Sudafrica |    |    |    | 13.81     | 717   |      | 2455   |
| 2      | Fabrice Rajah       | Mauritius |    |    |    | 13.14     | 676   |      | 2040   |
| 3      | Larbi Bourrada      | Algeria   |    |    |    | 12.81     | 656   |      | 2443   |
| 4      | Gilbert Koech       | Kenya     |    |    |    | 12.68     | 648   |      | 2204   |
| 5      | Duncan McGladdery   | Sudafrica |    |    |    | 12.48     | 636   |      | 2123   |
| 6      | Samuel Osadolor     | Nigeria   |    |    |    | 11.84     | 597   |      | 2290   |
| 7      | Peter Moreno        | Nigeria   |    |    |    | 11.66     | 586   |      | 2212   |

### Salto in alto
| Class. | Atleta              | Nazione   | 1.70 | 1.73 | 1.76 | 1.79 | 1.82 | 1.85 | 1.88 | 1.91 | 1.94 | 1.97 | 2.00 | 2.03 | 2.06 | 2.09 | Risultato | Punti | Note | Totale |
| ------ | ------------------- | --------- | ---- | ---- | ---- | ---- | ---- | ---- | ---- | ---- | ---- | ---- | ---- | ---- | ---- | ---- | --------- | ----- | ---- | ------ |
| 1      | Larbi Bourrada      | Algeria   | –    | –    | –    | –    | –    | –    | –    | o    | o    | xo   | xxo  | xo   | xo   | xx   | 2.06      | 859   |      | 3302   |
| 2      | Fredriech Pretorius | Sudafrica | –    | –    | –    | –    | –    | –    | o    | –    | o    | xo   | xo   | xxx  |      |      | 2.00      | 803   |      | 3258   |
| 3      | Duncan McGladdery   | Sudafrica | –    | –    | –    | o    | –    | o    | xo   | xo   | o    | ?    |      |      |      |      | 1.94      | 749   |      | 2872   |
| 4      | Peter Moreno        | Nigeria   | –    | –    | –    | o    | –    | xxo  | o    | o    | xxx  |      |      |      |      |      | 1.91      | 723   |      | 2935   |
| 5      | Fabrice Rajah       | Mauritius | –    | –    | –    | o    | o    | o    | xo   | xo   | xx   |      |      |      |      |      | 1.91      | 723   |      | 2763   |
| 6      | Samuel Osadolor     | Nigeria   | o    | –    | o    | –    | xxo  | xxo  | o    | xxx  |      |      |      |      |      |      | 1.88      | 696   |      | 2986   |
| 7      | Gilbert Koech       | Kenya     | o    | o    | xo   | o    | o    | xxx  |      |      |      |      |      |      |      |      | 1.82      | 644   |      | 2848   |

### 400 metri
| Class. | Lane | Atleta              | Nazione   | Tempo | Punti | Note | Totale |
| ------ | ---- | ------------------- | --------- | ----- | ----- | ---- | ------ |
| 1      | 8    | Larbi Bouraada      | Algeria   | 48.39 | 890   |      | 4192   |
| 2      | 7    | Samuel Osadolor     | Nigeria   | 48.86 | 868   |      | 3854   |
| 3      | 2    | Peter Moreno        | Nigeria   | 49.42 | 842   |      | 3777   |
| 4      | 4    | Gilbert Koech       | Kenya     | 49.48 | 839   |      | 3687   |
| 5      | 6    | Duncan McGladdery   | Sudafrica | 50.72 | 782   |      | 3654   |
| 6      | 3    | Fredriech Pretorius | Sudafrica | 51.23 | 759   |      | 4017   |
| 7      | 5    | Fabrice Rajah       | Mauritius | 53.37 | 666   |      | 3429   |

### 110 metri ostacoli
Vento: ? m/s
| Class. | Atleta              | Nazione   | Tempo | Punti | Note | Totale |
| ------ | ------------------- | --------- | ----- | ----- | ---- | ------ |
| 1      | Samuel Osadolor     | Nigeria   | 14.08 | 964   |      | 4818   |
| 2      | Peter Moreno        | Nigeria   | 14.43 | 920   |      | 4697   |
| 3      | Larbi Bouraada      | Algeria   | 14.70 | 886   |      | 5078   |
| 4      | Fredriech Pretorius | Sudafrica | 14.97 | 853   |      | 4870   |
| 5      | Gilbert Koech       | Kenya     | 15.51 | 789   |      | 4476   |
| 6      | Fabrice Rajah       | Mauritius | 15.63 | 775   |      | 4204   |
| 7      | Duncan McGladdery   | Sudafrica | 16.26 | 704   |      | 4357   |

### Lancio del disco
| Class. | Atleta              | Nazione   | #1    | #2    | #3    | Risultato | Punti | Note | Total |
| ------ | ------------------- | --------- | ----- | ----- | ----- | --------- | ----- | ---- | ----- |
| 1      | Larbi Bouraada      | Algeria   | 38.48 | 40.27 | 36.80 | 40.27     | 670   |      | 5748  |
| 2      | Fredriech Pretorius | Sudafrica | ?     | 38.63 | ?     | 39.88     | 662   |      | 5532  |
| 3      | Fabrice Rajah       | Mauritius | ?     | 37.98 | 37.43 | 37.98     | 624   |      | 4828  |
| 4      | Duncan McGladdery   | Sudafrica | 36.13 | x     | 37.64 | 37.64     | 617   |      | 4974  |
| 5      | Samuel Osadolor     | Nigeria   | x     | 35.64 | 37.41 | 37.41     | 612   |      | 5430  |
| 6      | Peter Moreno        | Nigeria   | ?     | 36.55 | ?     | 36.57     | 595   |      | 5292  |
| 7      | Gilbert Koech       | Kenya     | 36.30 | 35.81 | ?     | 36.30     | 590   |      | 5066  |

### Salto con l'asta
| Class. | Atleta              | Nazione   | 3.00 | 3.20 | 3.30 | 3.40 | 3.50 | 3.80 | 4.00 | 4.20 | 4.30 | 4.40 | 4.50 | 4.60 | 4.70 | 4.80 | Risultato | Punti | Note | Totale |
| ------ | ------------------- | --------- | ---- | ---- | ---- | ---- | ---- | ---- | ---- | ---- | ---- | ---- | ---- | ---- | ---- | ---- | --------- | ----- | ---- | ------ |
| 1      | Larbi Bouraada      | Algeria   | –    | –    | –    | –    | –    | –    | –    | –    | o    | –    | o    | o    | o    | xxx  | 4.70      | 819   |      | 6567   |
| 2      | Fredriech Pretorius | Sudafrica | –    | –    | –    | –    | –    | –    | –    | –    | –    | –    | –    | o    | –    | xxx  | 4.60      | 790   |      | 6322   |
| 3      | Fabrice Rajah       | Mauritius | –    | –    | –    | –    | o    | o    | o    | o    | xo   | xxo  | xo   | o    | xxx  |      | 4.60      | 790   |      | 5618   |
| 4      | Peter Moreno        | Nigeria   | –    | –    | –    | –    | –    | –    | o    | o    | –    | o    | –    | xxx  |      |      | 4.40      | 731   |      | 6023   |
| 5      | Duncan McGladdery   | Sudafrica | –    | –    | –    | –    | –    | –    | –    | xo   | –    | o    | –    | xxx  |      |      | 4.40      | 731   |      | 5705   |
| 6      | Samuel Osadolor     | Nigeria   | –    | xo   | –    | xxo  | xxx  |      |      |      |      |      |      |      |      |      | 3.40      | 457   |      | 5887   |
| 7      | Gilbert Koech       | Kenya     | o    | o    | xo   | xxx  |      |      |      |      |      |      |      |      |      |      | 3.30      | 431   |      | 5497   |

### Lancio del giavellotto
| Class. | Atleta              | Nazione   | #1 | #2 | #3 | Risultato | Punti | Note | Totale |
| ------ | ------------------- | --------- | -- | -- | -- | --------- | ----- | ---- | ------ |
| 1      | Larbi Bouraada      | Algeria   |    |    |    | 66.87     | 842   |      | 7409   |
| 2      | Duncan McGladdery   | Sudafrica |    |    |    | 61.21     | 756   |      | 6461   |
| 3      | Fredriech Pretorius | Sudafrica |    |    |    | 59.84     | 735   |      | 7057   |
| 4      | Gilbert Koech       | Kenya     |    |    |    | 57.08     | 694   |      | 6191   |
| 5      | Fabrice Rajah       | Mauritius |    |    |    | 54.47     | 655   |      | 6274   |
| 6      | Samuel Osadolor     | Nigeria   |    |    |    | 47.83     | 557   |      | 6444   |
| 7      | Peter Moreno        | Nigeria   |    |    |    | 40.73     | 453   |      | 6476   |

### 1500 metri
| Class. | Atleta              | Nazione   | Tempo   | Punti | Note |
| ------ | ------------------- | --------- | ------- | ----- | ---- |
| 1      | Gilbert Koech       | Kenya     | 4:24.11 | 784   |      |
| 2      | Larbi Bouraada      | Algeria   | 4:38.42 | 690   |      |
| 3      | Fredriech Pretorius | Sudafrica | 4:41.16 | 673   |      |
| 4      | Samuel Osadolor     | Nigeria   | 4:44.76 | 651   |      |
| 5      | Fabrice Rajah       | Mauritius | 4:45.41 | 647   |      |
| 6      | Peter Moreno        | Nigeria   | 4:59.41 | 563   |      |
| 7      | Duncan McGladdery   | Sudafrica | 5:03.48 | 540   |      |

### Classifica finale
Il miglior risultato di ogni singolo evento è evidenziato in giallo.
| Class   | Atleta              | Nazione   | 100m  | SL    | GP    | SAL  | 400m  | 110m o | LD    | SAS  | LG    | 1500m   | Punti | Note |
| ------- | ------------------- | --------- | ----- | ----- | ----- | ---- | ----- | ------ | ----- | ---- | ----- | ------- | ----- | ---- |
| Oro     | Larbi Bourrada      | Algeria   | 10.94 | 7.41w | 12.81 | 2.06 | 48.39 | 14.70  | 40.27 | 4.70 | 66.87 | 4:38.42 | 8099  |      |
| Argento | Fredriech Pretorius | Sudafrica | 11.27 | 7.51  | 13.81 | 2.00 | 51.23 | 14.97  | 39.88 | 4.60 | 59.84 | 4:41.16 | 7730  |      |
| Bronzo  | Samuel Osadolor     | Nigeria   | 10.72 | 6.81  | 11.84 | 1.88 | 48.86 | 14.08  | 37.41 | 3.40 | 47.83 | 4:44.76 | 7095  |      |
| 4       | Peter Moreno        | Nigeria   | 11.04 | 6.83  | 11.66 | 1.91 | 49.42 | 14.43  | 36.57 | 4.40 | 40.73 | 4:59.41 | 7039  |      |
| 5       | Duncan McGladdery   | Sudafrica | 11.35 | 6.52  | 12.48 | 1.94 | 50.72 | 16.26  | 37.64 | 4.40 | 61.21 | 5:03.48 | 7001  |      |
| 6       | Gilbert Koech       | Kenya     | 11.33 | 6.80  | 12.68 | 1.82 | 49.48 | 15.51  | 36.30 | 3.30 | 57.08 | 4:24.11 | 6975  |      |
| 7       | Fabrice Rajah       | Mauritius | 12.00 | 6.57  | 13.14 | 1.91 | 53.37 | 15.63  | 37.98 | 4.60 | 54.47 | 4:45.41 | 6920  |      |